# Advanced Tactical Fighter

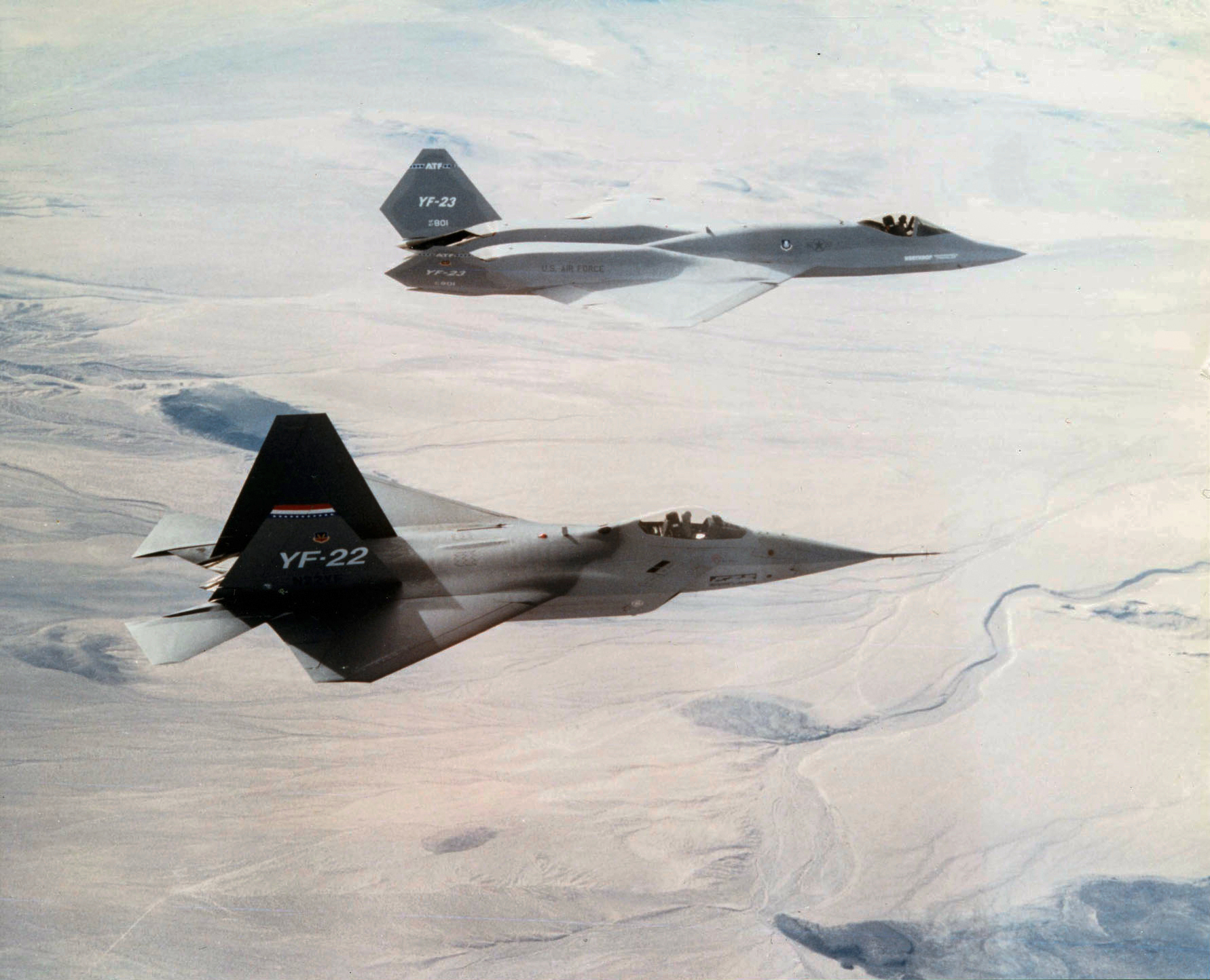
O YF-22 (em baixo) a voar ao lado de um YF-23.

O Advanced Tactical Fighter (ATF) (em Português: Caça Táctico Avançado) foi um programa aeronáutico, levado a cabo pela Força Aérea dos Estados Unidos, para desenvolver um caça de superioridade aérea que fizesse frente a ameaças emergentes à volta do globo, nomeadamente os caças soviéticos Sukhoi Su-27 e Mikoyan MiG-29 desenvolvidos nos anos 80. A Lockheed e a Northrop foram seleccionadas em 1986 para desenvolver, respectivamente, o YF-22 e o YF-23. Estas aeronaves foram desenvolvidas e avaliadas e, em 1991, o YF-22 da Lockheed foi o vencedor do concurso, tendo sido seleccionado e produzido como o F-22 Raptor.